# Калкан круглий
Калкан круглий (Scophthalmus aquosus) — вид риб з родини калканових (Scophthalmidae).

## Характеристика
Цінна промислова риба, сягає 45,7 см довжиною, живе до 7 років. Віддає перевагу глибинам 55-73 м.

## Ареал
Поширений в Західній Атлантиці від Затоки Св. Лаврентія в Канаді до Флориди в США.